# Свети Ахил (базилика)
Вижте пояснителната страница за други значения на Ахил.
„Свети Ахил“ (на гръцки: Άγιος Αχίλλειος, Βασιλική Αγίου Αχιλλείου) е средновековна православна базилика, разположена в преспанското село Ахил (Агиос Ахилиос), на едноименния остров в Малото Преспанско езеро, Егейска Македония, Гърция. Според професор Николаос Муцопулос при разкопки в 1965 година в базиликата са открити останките на българския цар Самуил. Базиликата е една от най-внушителните сгради от Първата българска държава. Построена е в периода 986 – 1002 година и има обща площ от 968 m2.

## История
Датировката на базиликата е спорна. Има мнения сред българската историография, че базиликата е сред седемте големи епископски храма, построени от княз Борис I след покръстването на българите през втората половина на IX век. Доказателство за това е текстът на архиепископ Теофилакт Охридски от XI век: „Съжали се над църквата, някога най-щастлива от църквите, една от седемте съборни църкви, които построил най-християнският онзи Борис, цар на България“. Други учени смятат, че църквата е строена в X век от цар Самуил.
Според основния изследовател на базиликата Муцопулос базиликата е построена от цар Самуил. Вероятно това става в периода 986 - 1002 година. След превземането на град Лариса в 983 година, цар Самуил в 986 година мести столицата си в Преспа, където пренася и мощите на Свети Ахил Лариски, положени в новата патриаршеска църква. Катедралата добива името на новия закрилник на града и по нея и островът в Малкото Преспанско езеро. Около 997 година, когато Самуил се провъзгласява за цар, в Преспа е седалището на Българската патриаршия. По-късно столицата е преместена в Охрид. Патриарх Герман Български мести седалището си от Воден в Преспа и умира тук около 1000 година.
Преспа е завзета от император Василий II Българоубиец в 1018 година. Българската църква остава самостоятелна, но е понижена в ранг като Охридска афтокефална българска архиепископия със седалище в Охрид. Така базиликата „Свети Ахил“ в град Преспа губи патриаршеския си статут, но в известните Грамоти на император Василий II за правата на Охридската архиепископия е посочена като един от центровете на охридския архиепископ.
В 1040 година Преспа е освободена от цар Петър Делян, и е едно от последните места в които Византия повторно успява да установи господството си в 1041 година. Тогава храмът е съсипан от норманите на Харалд Хардрада величан в сагите като „разорител на българите“. Базиликата заедно с Преспа е разрушена повторно в 1073 година заедно със Самуиловите дворци от алемани и нормани византийски наемници, когато при подавянето на въстанието на Георги Войтех боеве има единствено при Преспа където германските и френски наемници разграбват града, разрушават дворците на цар Самуил и заедно с тях разграбват и разрушават базиликата Свети Ахил на острова. След 1108 година архиепископ Теофилакт Охридски организира тук църковен събор, както се разбира от едно негово писмо до архонта на Преспа Макремволит.
Вероятно храмът служи като епископски до първите десетилетия на XV век, и функционира до края на века, когато след падането под османска власт базиликата е окончателно изоставена.
Мястото с руините на базиликата остава почитано и свято за местните българи, поверията им разказват че там е погребан знатен йерарх, чиито жезъл все още стои изправен и мястото е табу, където не трябва да се ходи без сериозна причина. Според поверията ако там, където са били мощите на Св. Ахил, дойдат и се помолят бездетни жени, те ще се сдобият с рожба и като светеца им даде дете независимо колко далече живеят родителите идват да го кръстят тук – сред руините на старата църква. Всяка година на 15 май, когато се чества паметта на светеца, българите от околните села идвали при руините на базиликата и организирали голям събор.
В притвора и около храма са открити 400 монети и 300 погребения (една трета от тях в притвора) датиращи от края на IX до края на XIII век. Местната легенда ги счита за ослепените от Василий II Българоубиец 15 000 самуилови войници.

## Архитектура
Базиликата е с общи размери 30 х 50 m и има чиста застроена площ от 968 m2. Храмът е трикорабна, триапсидна епископска базилика с надлъжно развит нартекс и куполи над парабемата, с тристъпален синтрон (архийереиски подиум) в централната конха, над който от двете страни на тройния сводест прозорец с червена боя са изписани 18 арки, обозначени с надписи указващи седалищата на епископските катедри принадлежащи към диоцеза на Българската Патриаршия в края на X – началото на XI век, разчетени имената на 11 епархии: Придриана, Видин, Кефалония, Верия, Ираклия, Велбъжд, Девол, Скопие, Сердика, Воден и Преспа, имената на другите 7 не са оцелели. Надписите на владишките тронове в средата на които е седял българският патриарх, когато тук са провеждани йереските събори, показват функциите на базиликата като главната катедрала на Българската Патриаршия при Самуил. Северният кораб е отделен от централния със 7 зидани стълба. Южният кораб, където са българските царски гробници и саркофагът с мощи на Свети Ахил се намира на по-високо ниво от естествения терен, повдигнат на 3 високи стъпала над централния неф и отделен от него с портик от колони на зидан постамент, фланкиран от стълбове, колоните са от благороден зелен брешански мрамор, в апсидата му, където се намира дяконионът (сакристията) под южната му арка е открит саркофаг покрит с варовикова мраморна плоча, украсена с растителни, животински и геометрични орнаменти представящи композицията „дървото на живота“ и включващи кръст, розети, чапла и камила, която може да е била и част от олтарната преграда, датирана е към X-XI век, в който в дървен ковчет в мощехранителница са били положени ръката на Св. Ахил Лариски и вероятно мощите на Св. Икумений и Св. Ригиний, пренесени тук от Цар Самуил след завладяването от българите на Лариса, Трикала и Скопелос. В западния дял е имало колонада. Градежът на храма е от обработени каменни блокове, с употреба на тухли при арките и изравнителните пояси, хоросан и дъбови греди, при строежа са ползвани и сполии с античен произход, от намиращи се в областта постройки – тухли, мраморни плочи и колони и др., на много места в конструкцията са използвани дървени скари – сантрачи, в стълбовете, в малките конхи и пр. Централния кораб е по-висок от страничните и почти двойно по-широк от тях. Протезисът (проскомидията) и дяконионът са оформени като кръстокуполни параклиси, северния (протезиса) е запазен до сводовете в голяма височина, параклисите са с апсиди, свързани с бемата с отвори в стените. Сградата е имала характерния за този тип сгради базиликален покрив – двускатен над високия централен неф и едноскатни над по-ниските странични с дървена конструкция покрит с керемиди. Подът на централния кораб е равен без повдигнат солей (хор), на едно ниво със северния кораб. Олтарът е бил отделен от наоса на главния неф с невисока мраморна преграда – дрифракта, части от нея са струпани на пода в източната част на храма. Плоча на олтарната преграда е вградена в черквата на близкия манастир „Света Богородица Порфирна“.
Базиликата вероятно е имала втори етаж над притвора и галерии над двата странични кораба. Запазени са част от стълбовете от втория ред арки в източната част на храма. В центъра на базиликата се намира каменна поставка, която вероятно е била основа на амвон, който не е запазен.
В архитектурно отношение храмът наподобява на Голямата базилика в Плиска. Олтарно пространство без плана на апсидите е почти напълно дентично с втория период на храма в Плиска, който е от времето на цар Симеон, като отсъстват само митаторионите. „Свети Ахил“ със конструкцията си на неразчленени стени, подобно на храма в Плиска е архаична, неповлияна от конструкцията и архитектоничната декорация на кръстовидната куполна черква. В преспанската църква обаче няма атриум, който приближава плисковската базилика до раннохристиянските храмове. Сходства между двете църкви има и в зидарията на отделни части, където е използвана смесена тухлено-каменна конструкция, както и в сферичното покритие на средната апсида. Така „Свети Ахил“, както и „Света София“ в Охрид показват еволюция на декоративен градеж, която се констатира и в „Свети Стефан“ в Несебър, доведена в охридския храм до своя завършък с напълно оформена клетъчна зидария.

## Стенописи
Базиликата е изписвана най-малко 2 пъти – в XI и в XII век. На височина 2,5 – 3 м на стените в източната част от проф. Муцопулос е открит сграфито надпис инвокация (надпис с молитва): „Господи, помогни на твоя раб Йоан“. Малкото останки от стенописи, които са оцелели, са правени на две фази, което изглежда в съответствие със съответните ремонти на църквата през първите десетилетия на XI век, към тях принадлежи не-фигуралната декорация на апсидата, докато във втората фаза, датираща от XII век принадлежат на няколко фрески на светци войни – Св. Димитър, Св. Георги, Богородица и ангел (те са свалени при консервацията и заедно с каменните релефи от гроба на Св. Ахилий и някои фрагменти от олтарната преграда, пренесени в музея на Лерин), изследователите ги считат стилово най-близки със стенописите от черквата „Св. Безсребърници Козма и Дамян“ в Костур.. Части от иконостаса, находките от разкопките и оцелелите фрагменти от стенописите са експонирани в музея в Лерин.

## Гробници
Професор Николаос Муцопулос от Солунския университет извършва археологически разкопки тук от 1965 г. до 1975 г. Професор Николаос Муцопулос започва разкопки в различни части на Гърция, а в 1969 година се смята, че открива останките на цар Самуил в базиликата „Свети Ахил“ на едноименния остров. Саркофагът, над която има аркосолий, е изграден от цели мраморни плочи. В засводена гробница е положен мъж, чиито скелет при откриването е ярко пурпурен, дълъг 160 см, на възраст по време на смъртта определена от антрополозите около 70 години. Главата е положена върху възглавница от керемиди, а върху нея вероятно е имало друга от скъп плат. Под лявата и върху дясната му ръка се намират останки от плетена позлатена ризница, на гърдите и около таза са оцелели фрагменти от много скъпа златотъкана дреха – царска дивитисия (дивитисият е най-тържественото императорско облекло по това време), брокатът е изтъкан от памук и копринени нишки, обвити в сребро и злато, по нея са запазени сърмени везби на редица по-малки ромбове и големи медальони с вписани в медальоните двойки папагали, свързани с крилете си и с глави, обърнати навътре, с розети в началото на крилата, находките и останките от багреницата са експонирани в Солунския византийски музей с означение, че са на „византийски“ аристократ погребан в Св. Ахил. Скелетът на царя е бил в лабораторията на проф. Муцопулос в Аристотелевия университет в Солун, но сега се пази от учения в Солун вероятно в дома му, в сейф на солунската полиция или в сандък в лаболаторията на споменатия солунски музей. Черепът е със специфичната извита кост, характерна за племенния произход, находките са изследвани в Лондон и изводите на гръцкия професор са потвърдени, той предоставя гипсови копия на черепа на посланика ни в Атина проф. Николай Тодоров, заедно с три кости за археологическия музей, и на СССР за Армения, по тях са направени две реконструкции на образа на Царя – първата от проф. Галина Лебединская от Института по етнология и антропология на РАН в Москва (предишният Институт этнографии Академии наук СССР) и втората от проф. Йордан Йорданов директор на Националния антропологически музей и Института по експериментална морфология и антропология на БАН в София и двата образа са експонирани в НИМ. При изследването на скелета от гръцките учени е установена накриво зарастнала под ъгъл от 140 градуса фрактура от бойна рана на лявата лакътна кост, всико което заедно с данните за възрастта, ръста, царските одежди на погребания, данните на историческите извори, че българския Цар Самуил е ранен в ръката през 997 г. в битката при Сперхей и без съществени грижи на място се налага да се върне в столицата, безспорно определят че това е Цар Самуил. Царското погребение потвърждава сведенията на летописите, че след смъртта си на 6 октомври 1014 г. той е бил погребан точно в църквата „Св. Ахил“.
Край самуиловия са открити още три саркофага, освен гробницата на Цар Самуил, атрибутирането на останалите е по косвени данни и според мнението на откривателя им – проф. Муцопулос. Според Мицопулос не е изключено другите гробни съоръжения да са на цар Иван Владислав и Гавраил Радомир.
Обектът е част от културно-историческото наследство подопечно на гръцкото министерство на културата – 16 Ефория за византийска архелогия със седалище в Костур (16η Εφορεία Βυζαντινών Αρχαιοτήτων – Еλληνικά Υπουργείου Παιδείας και Θρησκευμάτων, Πολιτισμού και Αθλητισμού) и е реставриран и консервиран в 1987 г., обаче саркофазите на цар Самуил и другите български царе не се поддържат добре и са в отчайващо състояние, а надписът „Цар на българите“ е задраскан. БНТ прави документален филм за „Св. Ахил“ с екип воден от Горан Благоев.
В 1962 година църквата е обявена за паметник на културата.